# Freie Hochschule für Grafik-Design & Bildende Kunst Freiburg

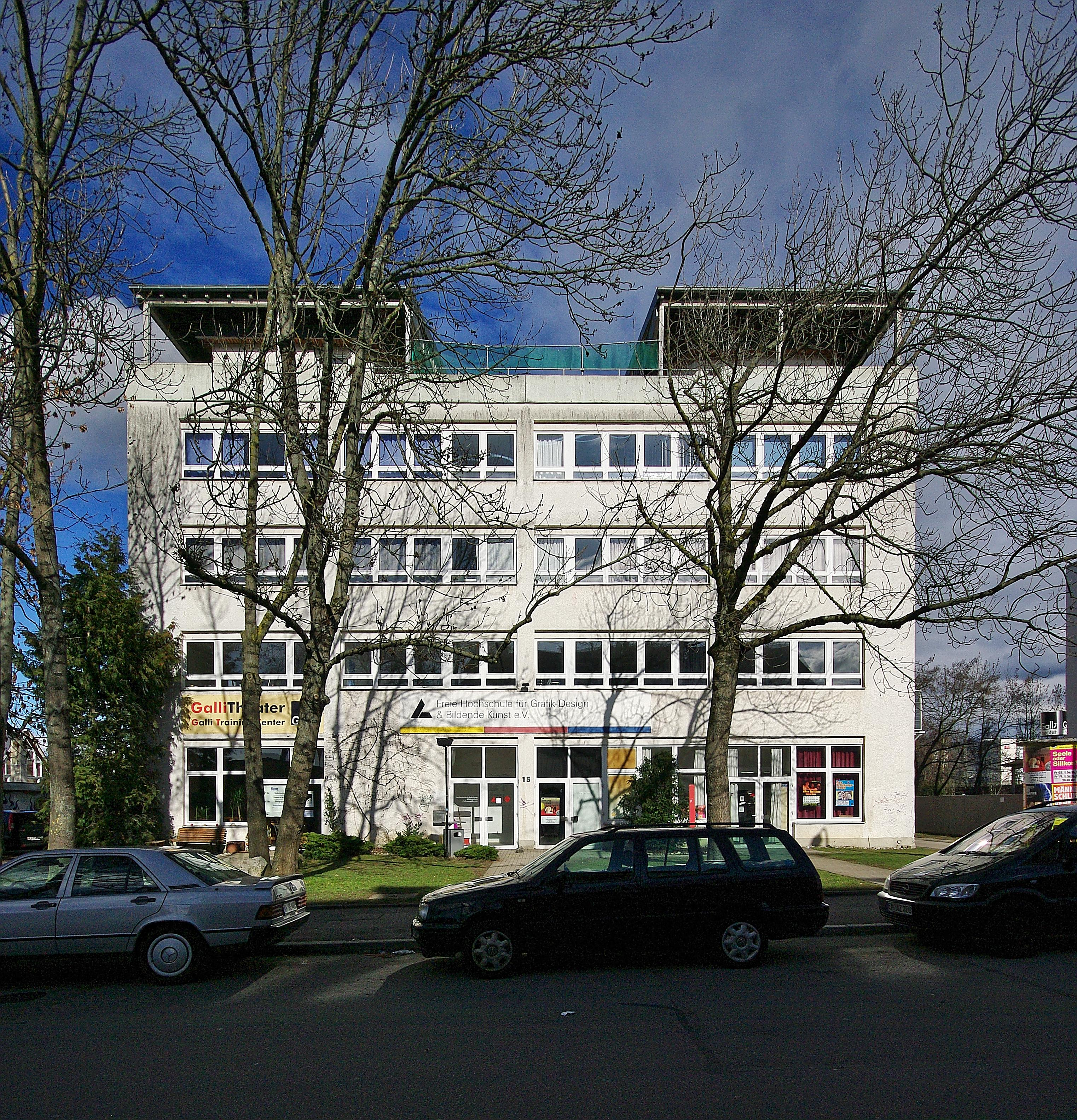
Freie Hochschule für Grafik-Design & Bildende Kunst Freiburg

Die Freie Hochschule für Grafik-Design & Bildende Kunst Freiburg (kurz FHF) war eine private Bildungseinrichtung mit Sitz in Freiburg im Breisgau.

## Geschichte
Die Schule entstand 1986 aus einer Initiative von Künstlern und Kunstförderern, zunächst als Freiburger Akademie Modell e.V., dann als Freie Kunstakademie Freiburg, bzw. Freie Akademie für bildende Kunst Freiburg. Der Lehrbetrieb wurde 1986 mit dem Fachbereich Malerei aufgenommen. 1988 wurde das Studienangebot durch den Fachbereich Grafik-Design erweitert.
- 1990 erfolgte die BAföG-Anerkennung.
- 2001 Studiengang „Screen- und Webdesign“ wurde gegründet
- 2007 Fusion mit der freiburger-grafik-schule (FGS)
- 2010 Fusion mit dem International Music College Freiburg, einem Bereich der Jazz & Rock Schulen Freiburg (JRS) zur Hochschule für Kunst, Design und Populäre Musik Freiburg

Es ist nicht belegt, ob die Bildungseinrichtung während ihres Bestehens eine staatliche Anerkennung besaß und damit berechtigt war, die Bezeichnung Hochschule zu führen bzw. staatlich anerkannte Abschlüsse zu vergeben.

## Studiengänge
Die Hochschule bot drei gebührenpflichtige Studiengänge an:
- Grafik-Design/Visuelle Kommunikation: eine achtsemestrige (plus Praktikumssemester) praxisbezogene Gestalter-Ausbildung auf wissenschaftlicher Grundlage. Die Ausbildung gliederte sich in drei Bereiche: das Grundlagenstudium, das Fachstudium und das Praktikum.
- Screen-/Web-Design: eine sechssemestrige (plus Praktikumssemester) Ausbildung. Neben verschiedenen Gestaltungskursen wurden hier die gängigen Grafik-Computerprogramme (inhaltliche Überschneidungen mit dem Studiengang Grafik-Design) sowie Fächer wie Webprogrammierung, Videoschnitt und Internettechnologie unterrichtet.
- Bildende Kunst: eine achtsemestrige Künstlerausbildung, die u. a. Grundlagen des Gestaltens im Sinne einer „Schule des Sehens“ enthielt.

Des Weiteren bot die FHF den dreijährigen Vormittag- und Abendkolleg Freie Malerei und Zeichnen, sowie einen Mappen-Vorbereitungskurs an.

## Zwiebelfisch-Magazin
Das „Zwiebelfisch – Magazin für Gestaltung“ wurde von der Freien Hochschule Freiburg herausgegeben und erschien bundesweit.
Das Magazin wurde 2002 als Abschlussarbeit von den Studenten Jürgen Uhl und Stefan Gebhard konzipiert und wurde seitdem im Rahmen des Fachs Editorial Design von den Studenten der FHF kreiert. Als redaktionelle Beraterin stand den Studenten u. a. die Freiburger Autorin Karin Schickinger zur Seite. Die 10. Ausgabe aus dem Kurs „Editorial Design“ von Jürgen X. Albrecht wurde mit dem internationalen red dot award communication design 2011 ausgezeichnet.